# Lucio Calpurnio Pisone Liciniano
Lucio Calpurnio Pisone Liciniano Frugi (38 – Roma, 15 gennaio 69) è stato un nobile romano, figlio di Marco Licinio Crasso Frugi, console nel 27, e di Scribonia, figlia a sua volta del console Lucio Scribonio Libo, apparteneva alle gens Licinia e Scribonia; fu adottato dall'imperatore Galba come suo successore ma fu assassinato dai pretoriani che elevarono Otone.

## Biografia

### Giovinezza e origini familiari
Nato nel 38 probabilmente a Roma, Lucio Calpurnio Pisone discendeva sia dal lato paterno sia dal lato materno da alcune delle più antiche famiglie della nobilitas romana.
Infatti, il padre, Marco Licinio Crasso Frugi, apparteneva alla gens Licinia, la madre, Scribonia, alla gens Scribonia e dal suo nome sembra anche che sia stato adottato dalla gens Calpurnia, anche se ciò è incerto.
I nonni materni discendevano entrambi in linea diretta da Pompea, figlia di Gneo Pompeo Magno mentre il nonno paterno era nipote di Marco Licinio Crasso attraverso il di lui figlio omonimo, console nel 30 a.C.
Quanto alla sua famiglia, possediamo solo scarne notizie derivanti da Tacito il quale cita il triste fato dei suoi fratelli maggiori di cui il primo, Gneo Pompeo Magno, genero di Claudio Cesare, fu ucciso su impulso della di lui moglie, Messalina, mentre l'altro, Marco Licinio Crasso Frugi, console nel 64, fu condannato a morte per crimen maiestatis; rimase in vita solo Crasso Scriboniano il quale preferì tenere una condotta assai prudente e corretta.
Durante il regno di Nerone, la sua famiglia partecipò alla fallimentare congiura dei Pisoni, capeggiata dallo zio Gaio Calpurnio Pisone, a seguito della quale Lucio perse il fratello e fu a lungo esiliato in Oriente; non si conosce la data del suo matrimonio con Verania Geminia, anch'essa appartenente alla nobilitas.

### Adozione da parte di Galba

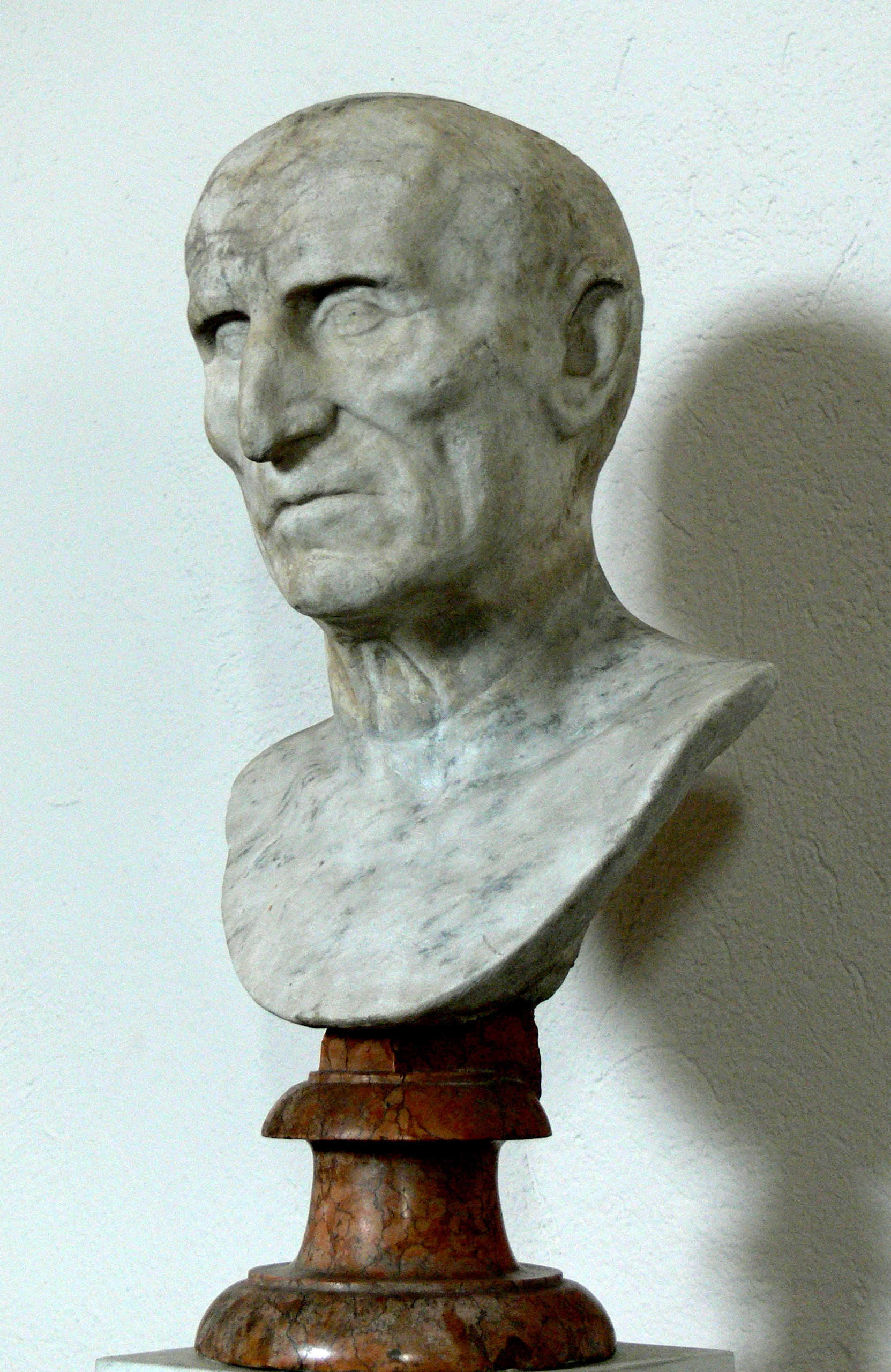
Busto di Galba

A seguito della morte di Nerone e dell'ascesa al trono di Servio Suplicio Galba, tornò a Roma dove lo stesso imperatore, ormai anziano e debole, lo adottò ufficialmente il 10 gennaio del 69 in ragione di consolidare il proprio potere reso vacillante dalla rivolta delle truppe nella Germania superiore.
La scelta di Pisone, tuttavia, era stata contrastata dal console Tito Vinio il quale tentò di opporre l'alternativa di Otone, governatore della Lusitania, ma Galba, disapprovando l'indole cupida, dissoluta e viziosa di Otone decise di seguire il consiglio del prefetto del pretorio Cornelio Lacone di adottare proprio lo sconosciuto Pisone.
Infatti, questi, a differenza di Otone, godeva di notevole prestigio non solo per la rinomata famiglia, oppositrice e vittima del governo di Nerone, ma anche per le sue personali qualità dato che "aveva aspetto e portamento all'antica: era, a detta di buoni giudici, austero anche se alcuni detrattori lo ritenevano assai rigido".
Eseguite le formalità richieste per l'adrogatio Galba scelse di annunciare l'adozione al campo dei pretoriani in modo da rendere maggiore onore ai soldati ma ciò non bastò per riacquistarne i consensi avendo rifiutato di disporre un'elargizione in loro favore.
Svetonio descrisse l'adozione di Pisone in questi termini:
(Svetonio, Vite dei Cesari, Galba, XVII)

### La morte

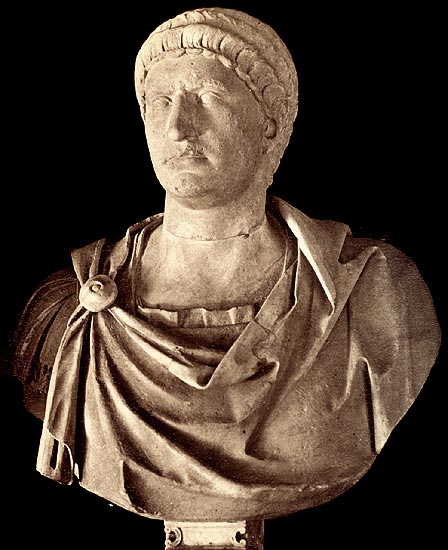
Busto di Otone.

L'adozione di Pisone, tuttavia, deluse Otone, il quale, avendo appoggiato sin dagli inizi l'ascesa di Galba, era convinto di essere il prescelto per la sua successione, ma, caduta la speranza, decise di ricorrere alla forza anche perché a ciò era costretto dalla sua pesante situazione debitoria.
Il rifiuto di Galba di pagare il donativo promesso in suo nome di 15.000 sesterzi, così come l'imposizione di Galba secondo cui chiunque avesse ricevuto dei benefici da Nerone, li dovesse restituire trattenuta la decima parte, esacerbò gli animi dei soldati e di molti cittadini e li indusse a volgersi verso Otone.
Il 15 gennaio, di conseguenza, Otone poté mettere in atto i suoi piani: si fece proclamare imperatore da una coorte pretoriana da lui corrotta, convinse Galba ad abbandonare il palazzo, dove era al sicuro per il Foro spargendo la voce che la sua rivolta era già stata domata e quando l'imperatore giunse al Lacus Curtius, lo fece circondare dalle proprie truppe per ucciderlo.
Dopo Galba, Otone si sbarazzò di Tito Vinio, che pure lo aveva appoggiato in passato e di Cornelio Lacone, poi fu la volta di Pisone il quale, grazie al sacrificio di un suo centurione, Sempronio Denso, era riuscito a rifugiarsi nel tempio di Vesta.
Otone, però non si fermò neppure davanti alla sacralità del luogo ed inviò Sulplicio Foro, un soldato delle coorti britanniche che da poco aveva ricevuto da Galba la cittadinanza, e una guardia, Stazio Murco i quali, trascinarono Pisone fuori dal recinto sacro e lo uccisero sulla soglia del tempio.
Neppure la morte di Pisone estinse l'odio che provava verso di lui Otone il quale a lungo rimirò avidamente la testa mozzata dell'antico rivale per poi comandare che fosse infissa, insieme a quella di Galba e dei suoi più stretti consiglieri, su un'asta affinché fosse mostrata ai soldati.
Solo dopo alcuni giorni la moglie di lui Verania e il fratello Scriboniano poterono ricomporre il corpo per quanto fosse necessario riscattare le teste dagli uccisori.